# Eric Richard
Eric Richard (* 27. Juni 1940 als Eric Smith in Margate, Kent, England) ist ein englischer Schauspieler.
Nach Erfahrungen im Theater debütierte Richard 1964 im Fernsehen in der Serie The Wednesday Play und 1981 im Film Barbara’s Baby – Omen III.
Richard ist mit Tina Smith verheiratet und hat drei Kinder.
Er spielte den Großvater im Kurzfilm Stutterer, der bei der Oscarverleihung 2016 den Oskar für den besten Kurzfilm gewann.

## Filmographie (Auswahl)
- 1978: Die Onedin-Linie (The Onedin Line, Fernsehserie, 1 Folge)
- 1980: Together
- 1980: Shogun
- 1980: Der kleine Lord (Little Lord Fauntleroy)
- 1981: Die schwarze Mamba (Venom)
- 1982: Die Agatha-Christie-Stunde (The Agatha Christie Hour)
- 1983: Der Hund von Baskerville (The Hound of the Baskervilles)
- 1984: Gänsemarsch (Laughterhouse)
- 1984–2004: The Bill (Fernsehserie, 792 Folgen)
- 1987: Jim Hensons beste Geschichten (The Storyteller)
- 1991: Die Juwelenjagd (Bejewelled)
- 2015: Stutterer
- 2016: Casualty (Fernsehserie, 1 Folge)
- 2018: EastEnders (Fernsehserie, 2 Folgen)